# Joseph Mutua
Joseph Mwengi Mutua (Machakos, 10 dicembre 1978) è un ex mezzofondista keniota, specializzato negli 800 metri piani.

## Biografia
Ha vinto per tre volte consecutivamente il titolo nazionale degli 800 m piani, dal 2002 al 2004. Nella stessa specialità ha vinto anche la medaglia d'argento ai Giochi del Commonwealth 2002.
Nel 2006 insieme ad Ismael Kombich, William Yiampoy e Wilfred Bungei ha stabilito il record mondiale della staffetta 4×800 metri.

## Palmarès
| Anno | Manifestazione           | Sede       | Evento      | Risultato | Prestazione | Note |
| ---- | ------------------------ | ---------- | ----------- | --------- | ----------- | ---- |
| 1996 | Mondiali juniores        | Sydney     | 800 m piani | Oro       | 1'48"21     |      |
| 1996 | Mondiali juniores        | Sydney     | 4×400 m     | 8º        | 3'09"04     |      |
| 2000 | Giochi olimpici          | Sydney     | 800 m piani | Batteria  | 1'47"86     |      |
| 2002 | Giochi del Commonwealth  | Manchester | 800 m piani | Argento   | 1'46"57     |      |
| 2003 | Giochi mondiali militari | Catania    | 800 m piani | Oro       | 1'48"84     |      |
| 2004 | Mondiali indoor          | Budapest   | 800 m piani | 6º        | 1'47"86     |      |

## Altre competizioni internazionali
2003
- Argento alla World Athletics Final ( Monaco), 800 m piani - 1'46"13

2004
- Argento alla World Athletics Final ( Monaco), 800 m piani - 1'46"13